# 李慧芝
李慧芝（英語：Janet Lee，1976年10月22日—），出生於印第安那州拉法葉，台裔美籍網球選手，1997年開始代表台灣參加比賽，1993年曾高居世界青少年排名的第3位。世界單打排名最高來到79名，並擁有2座ITF單打冠軍及3座WTA雙打冠軍。李慧芝經常與王思婷、印尼的Wynne Prakusya搭配雙打出賽。李慧芝於2006年宣布退休。

## 成績
- 2002年：釜山亞運混雙金牌 （搭檔：盧彥勳）

## 外部連結
- 李慧芝在国际奥林匹克委员会的资料
- 李慧芝的国际女子网球协会官方資料（英文）
- 李慧芝的國際網球總會 職業／青少年 官方資料（英文）
- Fed Cup - Player profile - Janet LEE (TPE) （页面存档备份，存于）